# Santa Maria della Vittoria (San Vito dei Normanni)

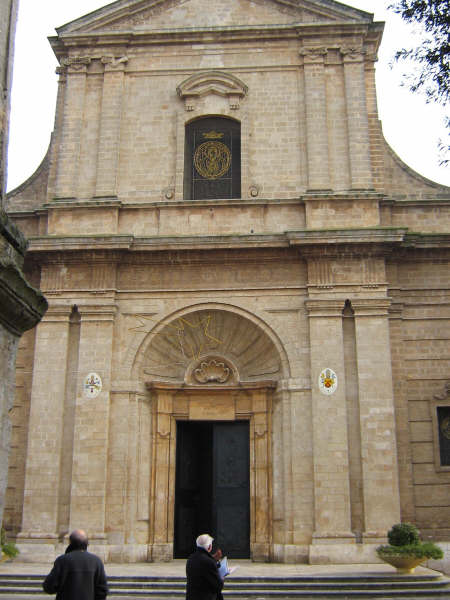
Santa Maria della Vittoria

Santa Maria della Vittoria ist eine römisch-katholische Kirche in San Vito dei Normanni in der italienischen Region Apulien. Die Pfarrkirche des Bistums Civita Castellana mit dem Patrozinium Maria vom Siege trägt den Titel einer Basilica minor. Die barockisierte Kirche wurde im 16. Jahrhundert erbaut.

## Geschichte
Die Kirche wurde nach der Seeschlacht von Lepanto 1571 errichtet, von der einige Einwohner von San Vito unversehrt in ihre Heimat zurückkehrten. Damit beschleunigten sich die Arbeiten an der Kirche, deren Fundamente bereits gelegt waren. Die Kirche sollte ursprünglich dem Stadtpatron Veit gewidmet werden, aber die Begeisterung darüber, in dieser Schlacht nicht gefallen zu sein, änderte das ursprüngliche Projekt und es wurde beschlossen, dieses Gebäude der Heiligen Jungfrau zu widmen, da sie die Beschützerin der Stadt Venedig war.
Nach Beendigung der Arbeiten wurde die Kirche 1595 für den Gottesdienst eröffnet und ersetzte die Vorgängerkirche Matrice, die immer noch „Alte Kirche“ genannt wird.
Das Gebäude, das im Stil des 16. Jahrhunderts erbaut wurde, wurde dann im 18. Jahrhundert umfangreich umgebaut und erhielt eine Barockfassade. Von 1980 bis 1992 fanden große Renovierungsarbeiten statt. 1995 wurde aus Anlass des 400-jährigen Bestehens der Kirche ein neuer holzgeschnitzter Altar und der nördliche Eingang, die Heilige Pforte, geweiht. 
Am 26. Oktober 1996 krönte Papst Johannes Paul II. während einer Sonderaudienz im Erzbistum Brindisi-Ostuni feierlich die Ikone der Gottesmutter von Nikopia. Am 30. Dezember 1998 wurde die Kirche Santa Maria della Vittoria von Papst Johannes Paul II. in den Rang einer Basilica minor erhoben.

## Architektur
Die dreischiffige Basilika hat den Grundriss eines lateinischen Kreuzes mit einem tiefen Chor und einer Vierungskuppel. Ihre ockerfarbene Fassade ist über die Dächer der Altstadt weithin sichtbar. Vom ursprünglichen Bau blieb die nüchterne und elegante Struktur aus dem 16. Jahrhundert bei späteren Umgestaltungen erhalten, so die gotischen Spitzbogenfenster des Querschiffs. Der Zugang zur Basilika erfolgt durch zwei Bronzeportale, die in den 1990er Jahren vom Bildhauer Ernesto Lamagna realisiert wurden. Der größere Eingang liegt in der Hauptfassade, der kleinere an der Nordseite, neben dem sich auch das Denkmal für die Gefallenen des Ersten und Zweiten Weltkrieges befindet. Der unvollendete Glockenturm ragt auf einer quadratischen Basis vier Etagen hoch, er wurde als Vermessungspunkt verwendet.
Auf dem Platz vor der Basilika steht ein Obelisk mit einer Statue von San Vito Martire mit Kreuz und Palme. Er wurde nach der Choleraepidemie in den 1860er Jahren aufgestellt.

## Ausstattung
Das große Tonnengewölbe des Hauptschiffs wird Säulen getragen, die mit Marmoradern in kräftigen, meist roten Farben dekoriert sind. Auf den prächtigen Deckenfresken sind zahlreiche Episoden aus der Heiligen Schrift dargestellt. Der Hochaltar von 1777 besitzt eine polychrome Marmorbrüstung, das Orgelgehäuse stammt aus der gleichen Zeit. Das hölzerne Chorgestühl stammt aus dem 17. Jahrhundert und wurde von lokalen Schnitzern angefertigt.
Die Basilika besitzt insgesamt 9 Altarbilder und 26 weitere Gemälde, die in der Kirche, auf den Altären, in der Sakristei und in den Pfarrbüros angebracht sind. Die Sakramentskapelle ist mit dem Letzten Abendmahl von 1777 des Neapolitaners Paolo De Maio ausgestattet. Im Chor ist seitlich die Geburt der Jungfrau zu sehen, dem hiesigen Maler Bruder Giacomo da San Vito zugeschrieben und 1667 vom Fürsten von San Vito dei Normanni, Giuseppe Marchese, gestiftet. Das großformatige Bild Santa Maria della Vittoria aus der venezianischen Schule, wurde vor 1610 gestiftet und befindet sich in der Apsis. Das Bild aus der Schule von Tizian stellt oben die Jungfrau mit Kind dar, umgeben von Engeln und Heiligen, darunter Franz von Assisi, Antonius und Lorenz. In der Mitte das Meer des Golfs von Lepanto mit den Schiffen der Schlacht. Unten und im Vordergrund zeigen sich Papst Pius V. mit Herrschern und Feldherren, so Ruggiero Danusci, der die Gruppe der Sanvitesi in der Schlacht anführte.
Die Kirche besitzt neun Reliquienschreine, unter denen sich auch die Reliquie des hl. Pio von Pietrelcina befindet.